# Dedham (Essex)
Dedham è un villaggio e parrocchia civile dell'Inghilterra, appartenente alla contea dell'Essex.